# Misantropo a senso unico
Misantropo a senso unico è il secondo album in studio del gruppo musicale italiano Cripple Bastards, pubblicato il 13 ottobre 2000 dalla E.U. '91 Produzioni.

## Tracce
Testi e musiche di Giulio the Bastard, eccetto dove indicato.
Lato A
1. Misantropo a senso unico – 2:14
2. Non servire a niente (È la tua sorte) – 1:39
3. Il sentimento non è amore – 1:22
4. Morte da tossico – 2:11
5. Rapporto interrotto – 1:23
6. Nascere per violentarsi – 1:11
7. La repulsione negli occhi – 2:31
8. Sbocco nichilista – 0:52
9. Dio è solo merda – 2:37

Lato B
1. Il tuo amico morto – 1:51 (Alberto the Crippler)
2. Quasi donna... Femminista – 1:09
3. Sogno un mondo senza..... – 1:45
4. Peso inutile – 2:10
5. Il grande silenzio – 1:00
6. Conclusione – 2:09
7. 94x flashback di massacro – 6:58

## Formazione
- Giulio the Bastard – voce
- Alberto the Crippler – chitarra
- Schintu the Wretched – basso
- Walter Dr. Tomas – batteria